# Canali CNG
I canali ionici regolati da nucleotidi ciclici (in inglese cyclic nucleotide-gated ion channels da cui l'acronimo CNG) sono canali ionici dipendenti da cGMP e cAMP e hanno un ruolo fondamentale in alcuni tipi di trasduzione sensoriale (fototrasduzione e trasduzione olfattiva) e nello sviluppo cellulare. Inizialmente scoperto nelle cellule che compongono la retina dell'occhio, i canali CNG sono stati trovati in molti tipi cellulari diversi sia nel regno animale sia in quello vegetale. I canali CNG possiedono una struttura molto complessa caratterizzata da varie subunità e domini in grado di svolgere una determinata funzione. I canali CNG sono importanti per il corretto funzionamento di vari stimoli sensoriali quali la vista e l'olfatto, così come in altre funzioni cellulari chiave come il rilascio di ormoni e la chemiotassi.

## Scoperta
La scoperta dei canali CNG è collegata alla scoperta dei messaggeri intracellulari responsabili della mediazione delle risposte nei fotorecettori retinici. Prima della loro scoperta, si pensava che i nucleotidi ciclici avessero un ruolo nelle reazioni di fosforilazione. Nel 1985, attraverso studi sulla retina di rana adattata alla luce, è stato scoperto che cGMP è in grado di attivare direttamente i canali ionici dei bastoncelli  in modo luce-dipendente. I canali CNG sono stati poi individuati nei coni, nelle ciglia chemiosensibili dei neuroni sensoriali olfattivi, e nelle cellule della ghiandola pineale, del cervello, del cuore, dei reni e delle gonadi. Dopo l'identificazione della sequenza amminoacidica, le regioni di DNA codificanti per i canali CNG sono state clonate. Studi funzionali hanno permesso l'identificazione di canali simili in molti altri tessuti.

## Funzione
I canali CNG hanno funzioni importanti nella trasduzione del segnale nei fotorecettori retinici e nei neuroni recettori olfattivi. Questi canali sono attivati direttamente da una combinazione del legame di nucleotidi ciclici e di un evento di depolarizzazione o iperpolarizzazione. Sono necessari circa 4 nucleotidi ciclici per attivare ogni canale. I canali CNG non sono selettivi e permettono una libera circolazione di ioni positivi tra l'interno e l'esterno della cellula che esprime canali CNG sulla sua membrana. I canali CNG sono attivati esclusivamente da cAMP o cGMP o da una combinazione di entrambi (cNMP); alcuni tipi di canale risultano tuttavia essere più selettivi di altri. Anche se l'attività di questi canali evidenzia una scarsa dipendenza dalla differenza di potenziale di membrana, sono ancora considerati canali voltaggio-dipendenti. Il calcio, la calmodulina, e i processi di fosforilazione sono stati evidenziati come elementi in grado di modulare l'apertura dei canali CNG.
Il ruolo principale dei canali CNG è la trasduzione sensoriale in vari tipi di tessuto. Gli omologhi dei canali CNG in Caenorhabditis elegans, Drosophila melanogaster, e Limulus polyphemus hanno funzioni sconosciute.
Mutazioni a carico dei geni codificanti i canali CNG provocano daltonismo e degenerazione della retina; in particolare, mutazioni nelle subunità A e B provocano acromatopsia completa ed incompleta.

## Struttura dei canali CNG
I canali CNG appartengono alla famiglia di canali voltaggio-dipendenti per omologia di sequenza, anche se di fatto sono attivati solo da nucleotidi ciclici. Questi canali sono costituiti da quattro subunità (tetrameri) disposte a formare un poro centrale; ognuna delle subunità può appartenere a una delle due famiglie o gruppi genetici definiti CNGA (cyclic nucleotide-gated channel alpha) e CNGB (cyclic nucleotide-gated channel beta). Entrambe le subunità sono costituite da sei segmenti trasmembrana con code N-terminali e C-terminali intracellulari. 
Il poro del canale è costituito da circa 20 amminoacidi ed ha un diametro di 4-6 Å.
Il poro non possiede una vera e propria selettività ionica, infatti i canali CNG sono permeabili a tutti i cationi monovalenti e ioni divalenti. Il legame con i nucleotidi ciclici avviene a livello della coda C-terminale in un sito denominato CNBD. Caratteristica è la presenza, solo in alcuni tipi di subunità CNGB, di due siti di legami nelle code terminali per il complesso calcio/calmodulina; questo legame è importante nella traduzione olfattiva perché è responsabile del meccanismo di adattamento agli odori; questo legame infatti è responsabile della diminuzione di probabilità di apertura del canale.
Sono stati effettuati molti studi utilizzando la tecnica di single particle imaging per comprendere meglio la struttura tridimensionale di questo canale.